# 完颜沙里质
完颜沙里质，金朝女性人物，金源郡王完颜银术可之妹，阿邻之妻。
天辅六年，黄龙府叛兵攻打钞掠旁近部族。当时，阿邻参军，完颜沙里质纠集附近居民得众男女五百人，树立营栅作为保守之计。叛兵千余人来攻，完颜沙里质以毡作为铠甲，以裳作为旗子，男人授甲，妇女击鼓呐喊，完颜沙里质仗剑督战，功三日，叛兵离去。皇統二年，论功封金源郡夫人。大定年间，以其孙药师为謀克。